# Canton (Mississipi)
Canton és una població dels Estats Units a l'estat de Mississipi. Segons el cens del 2000 tenia 12.911 habitants.

## Demografia
Segons el cens del 2000, Canton tenia 12.911 habitants, 4.093 habitatges, i 2.991 famílies. La densitat de població era de 268 habitants per km².
Dels 4.093 habitatges en un 37,1% hi vivien nens de menys de 18 anys, en un 32,4% hi vivien parelles casades, en un 34,9% dones solteres, i en un 26,9% no eren unitats familiars. En el 23,8% dels habitatges hi vivien persones soles el 10,9% de les quals corresponia a persones de 65 anys o més que vivien soles. El nombre mitjà de persones vivint en cada habitatge era de 2,99 i el nombre mitjà de persones que vivien en cada família era de 3,55.
Per edats la població es repartia de la següent manera: un 32,3% tenia menys de 18 anys, un 11,2% entre 18 i 24, un 26,1% entre 25 i 44, un 18,5% de 45 a 60 i un 11,9% 65 anys o més.
L'edat mediana era de 30 anys. Per cada 100 dones de 18 o més anys hi havia 79,7 homes.
La renda mediana per habitatge era de 24.237 $ i la renda mediana per família de 27.782 $. Els homes tenien una renda mediana de 25.179 $ mentre que les dones 20.815 $. La renda per capita de la població era de 12.643 $. Entorn del 27,7% de les famílies i el 34,8% de la població estaven per davall del llindar de pobresa.

## Poblacions més properes
El següent diagrama mostra les poblacions més properes.